# دیگو فوولی
دیگو فوولی (انگلیسی: Diego Fuoli؛ زادهٔ ۲۰ اکتبر ۱۹۹۷) بازیکن فوتبال اهل اسپانیا است.